# Willa Teodora Milscha
Willa Teodora Milscha – willa położona u zbiegu ulic Kopernika i Łąkowej w Łodzi, na terenie Polesia.

## Historia
Budynek w stylu neorenesansowym powstał w 1882 roku według projektu Edwarda Kreuzberga. Willę zbudowano na zamówienie łódzkiego fabrykanta Teodora Milscha.  
Teodor Milsch był założycielem trzeciego w Łodzi (po browarach braci Gehlig i rodziny Anstadtów) browaru przemysłowego. Browar powstał w 1878 roku przy drugorzędnej piaszczystej drodze, biegnącej z centrum miasta do lasu miejskiego, pod numerem 53. Wtedy też ulica przy browarze uzyskała przydomek Milsza (od nazwiska fabrykanta) i nazwa ta – już jako urzędowa – funkcjonowała do 1923 roku, gdy patronem ulicy został Mikołaj Kopernik. Obok browaru stworzono pierwszy w Łodzi „ogród rozrywkowy” oferujący klientom różnego typu plenerowe rozrywki. Na jego terenie znajdował się ogród spacerowy, staw z łódkami, drewniane altany i muszla koncertowa, a także piętrowy budynek restauracji nazywany „Leśniczówką” (Waldschloesschen), który powstał około 1880 roku. „Leśniczówka” posiadała salę taneczną oraz dobudowane później (1895) bufet i kuchnię. Właściciele ogrodu urządzali występy artystyczne, koncerty orkiestr, loterie. W „Leśniczówce” organizowano zabawy, imprezy taneczne. Miejsce to zostało opisane przez Władysława Reymonta w Ziemi obiecanej. Po rewolucji 1905 budynek był wykorzystywany przez związki zawodowe, a po ich rozwiązaniu przez władze rosyjskie jako obiekt mieszkalny. W 1920 roku zakwaterowano w nim uciekinierów z tych obszarów Polski, które zostały zajęte przez wojska bolszewickie. „Leśniczówkę” rozebrano w latach 30. XX wieku.

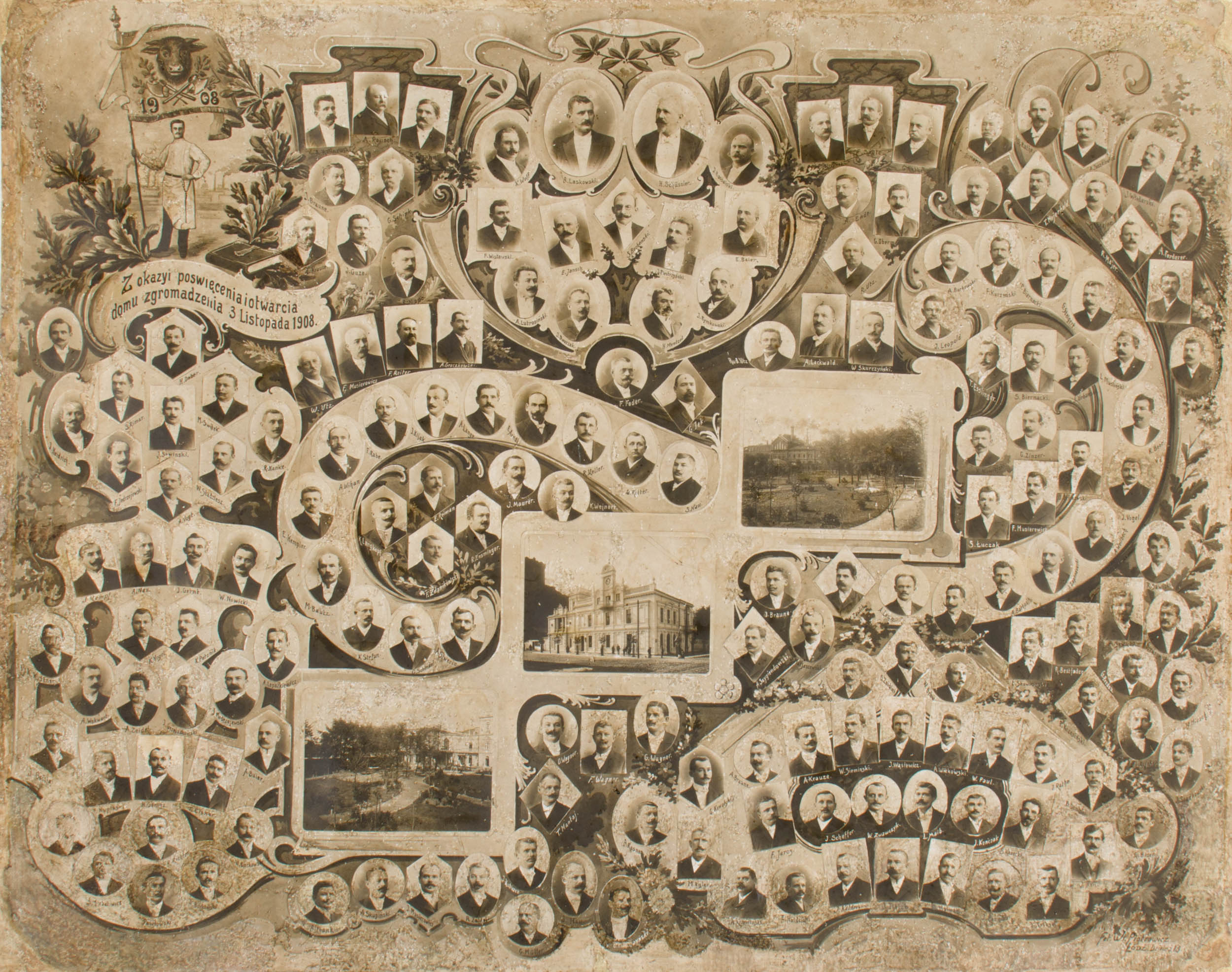
Tableau z okazji poświęcenia i otwarcia domu Cechu Rzeźników w dniu 3 listopada 1908 roku

W pobliżu browaru rodzina Milschów wybudowała swoją rodzinną siedzibę. Willa Milschów w 1908 roku stała się własnością Cechu Rzeźników i Wędliniarzy i przeszła generalny remont. Cech ten utracił prawa do willi w okresie PRL, gdy budynek został upaństwowiony. Mieścił się w nim m.in. dom kultury (klub „Karolek”), stołówka zakładów Harnama Rena-Kord, mających siedzibę przy ul. Łąkowej (w budynku zakładu jest obecnie hotel), oraz restauracje (najpierw „Kometa”, później „Kaprys”). W latach 80. XX wieku cech odzyskał obiekt. Pomieszczenia w willi są podnajmowane, również na cele restauracyjne (pub, restauracja).
17 grudnia 1982 roku willa została wpisana do rejestru zabytków.
W ogrodzie przy willi rośnie klon zwyczajny, który od 7 grudnia 2021 roku jest pomnikiem przyrody(zdjęcie drzewa).

## Architektura
Bryła budynku jest rozczłonkowana, częścią obiektu jest trzykondygnacyjna wieża. Charakterystyczne dla willi są: boniowana elewacja, liczne gzymsy, otwory okienne podzielone przez półkolumienki z kapitelem jońskim. Po bokach od strony ogrodu znajdują się rzeźbione, drewniane werandy. Balkon od strony ul. Kopernika ma zdobione wolutami wsporniki, a nad oknem oparte na kartuszu putta z festonami.

## Galeria

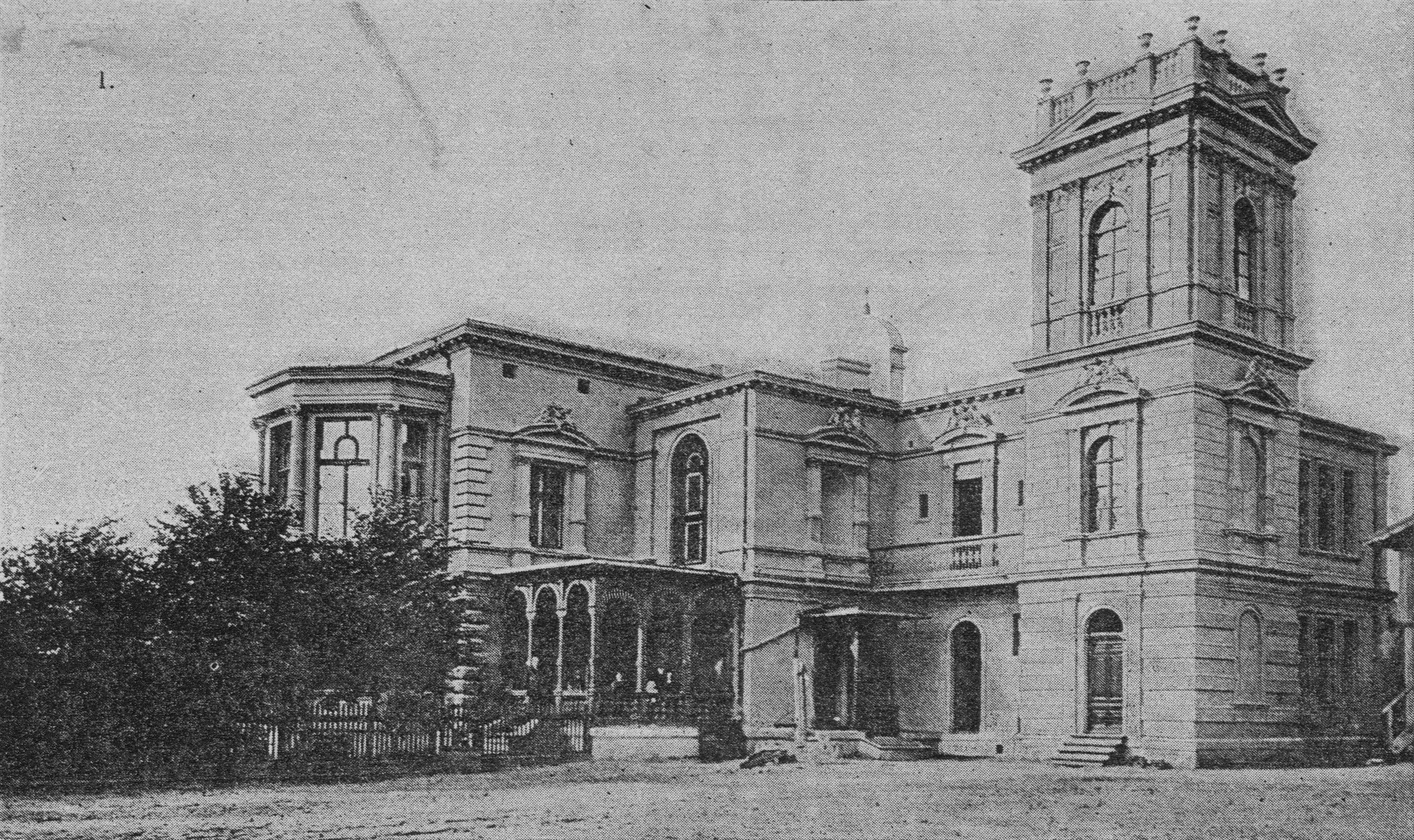
Willa przed 1889 – widok od strony zachodniej i południowej
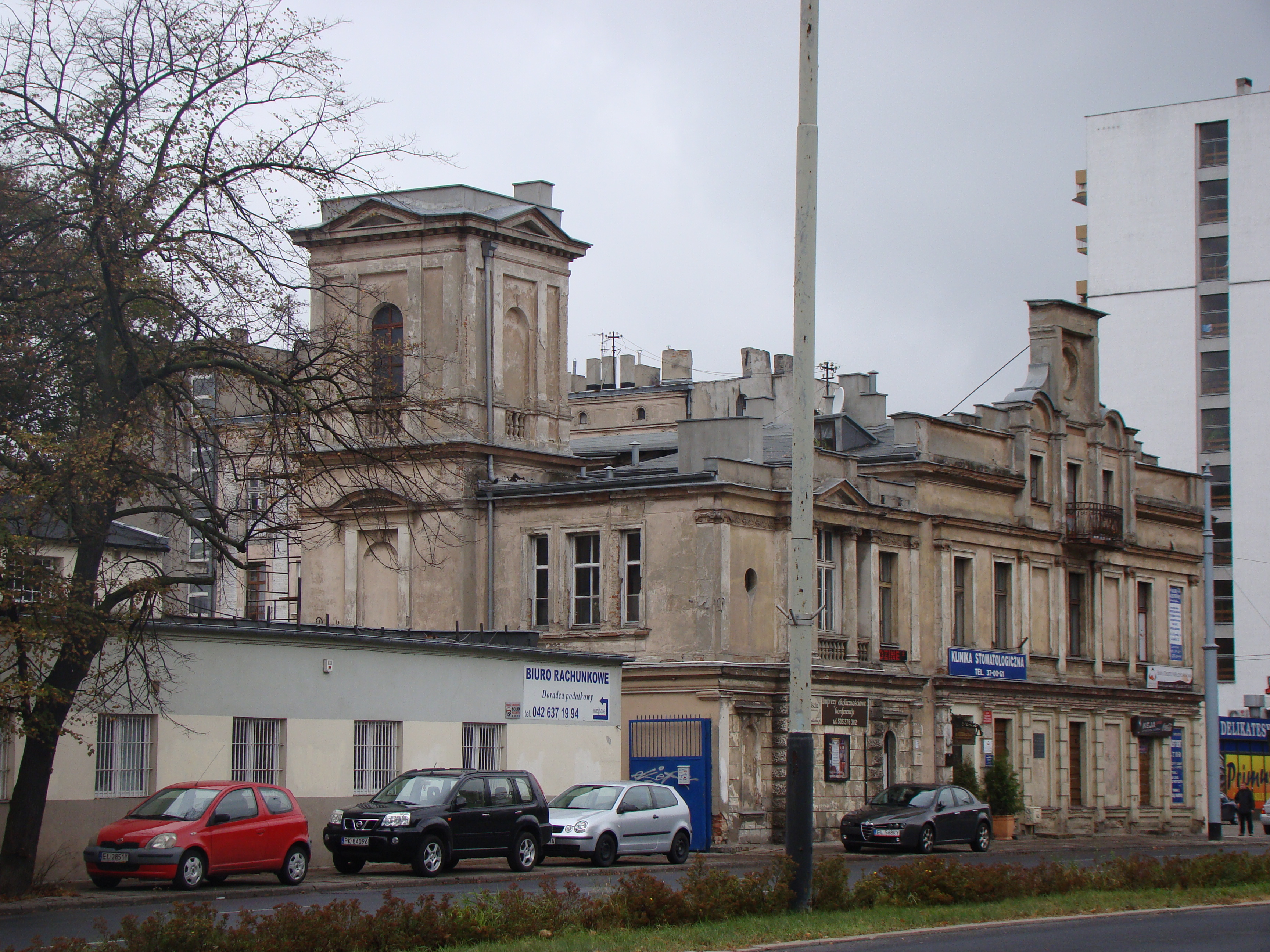
Widok willi od strony ul. Łąkowej przed 2017
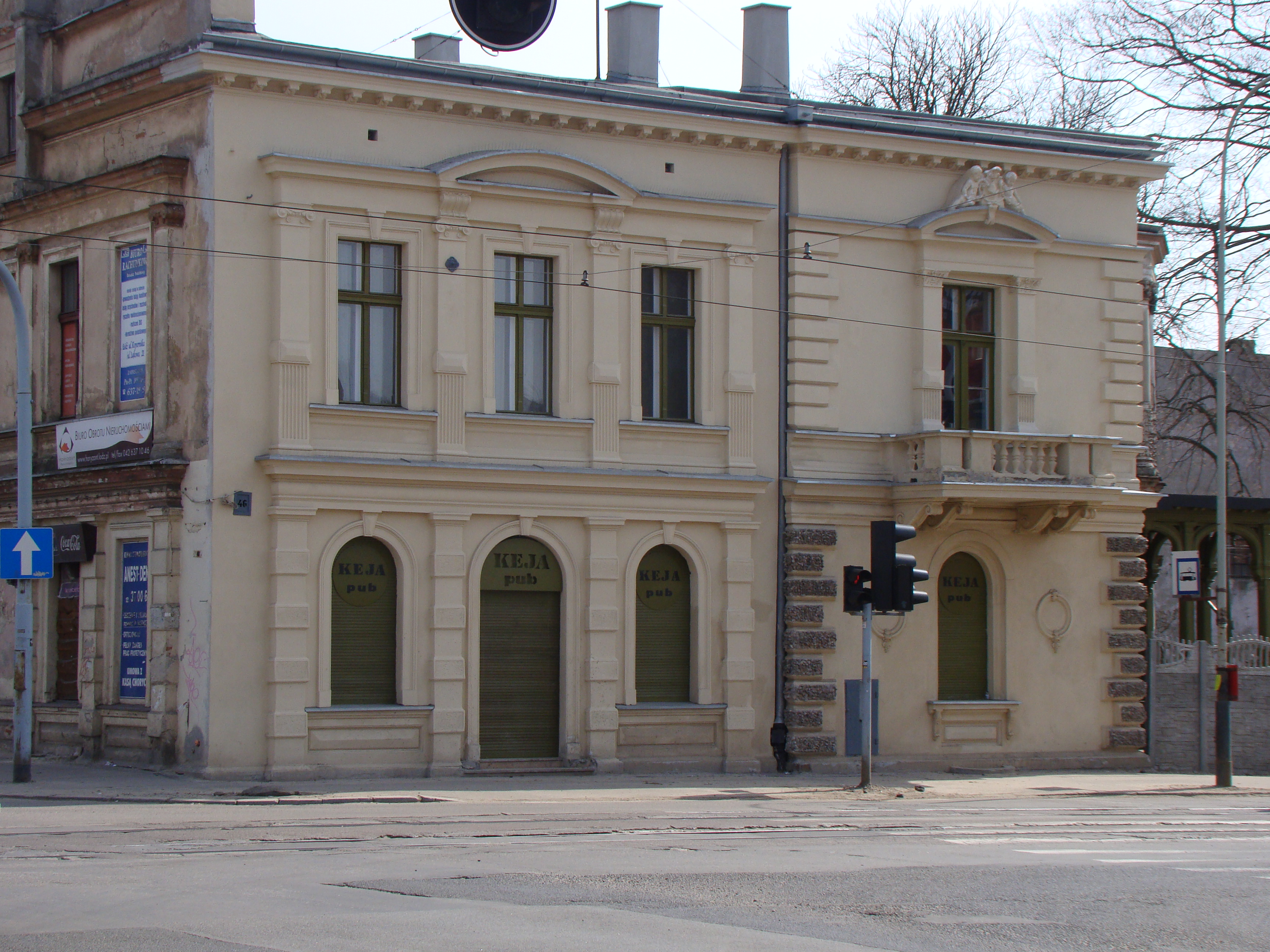
Fasada północna – od strony ul. Kopernika – po remoncie w 2012
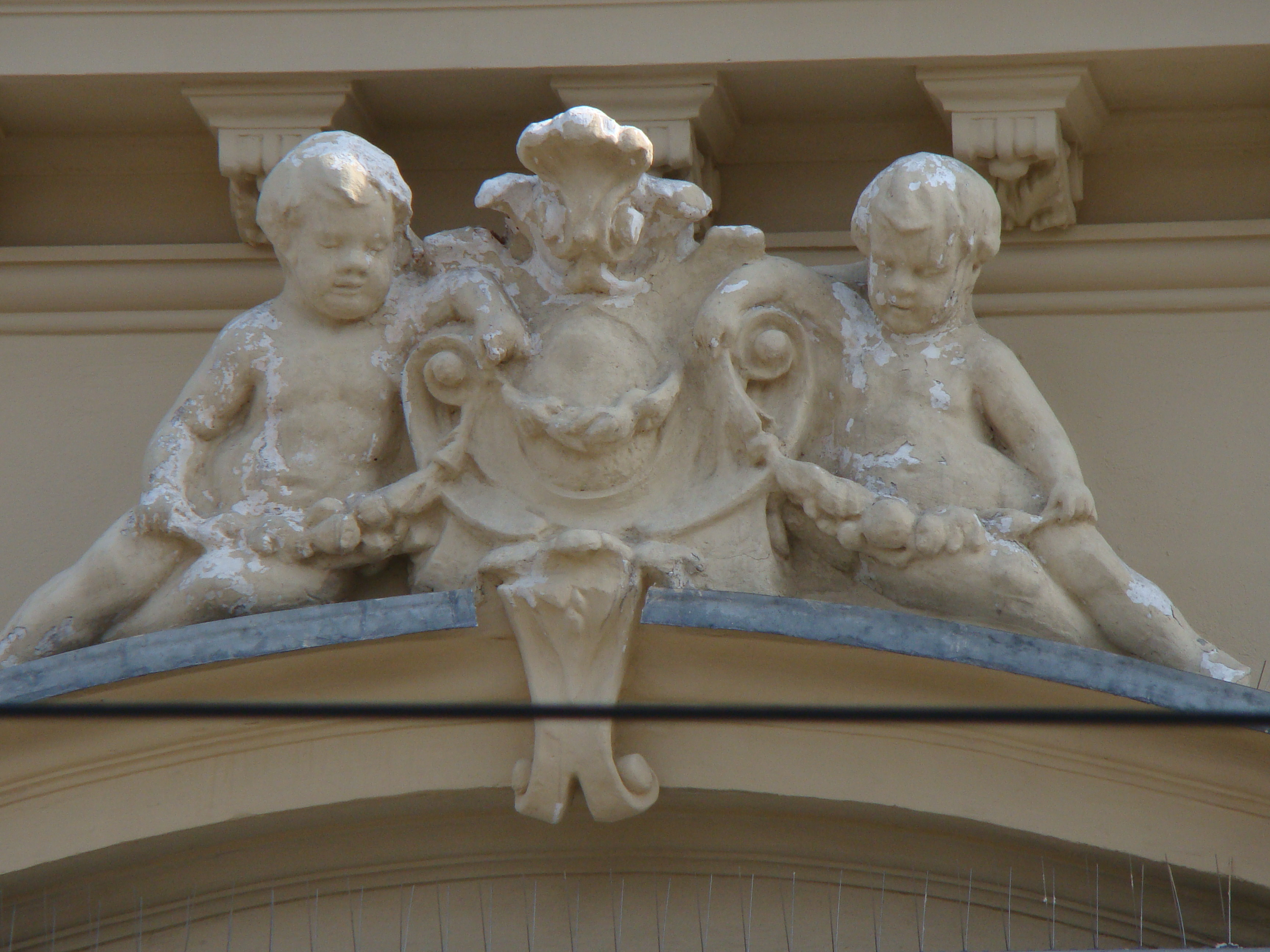
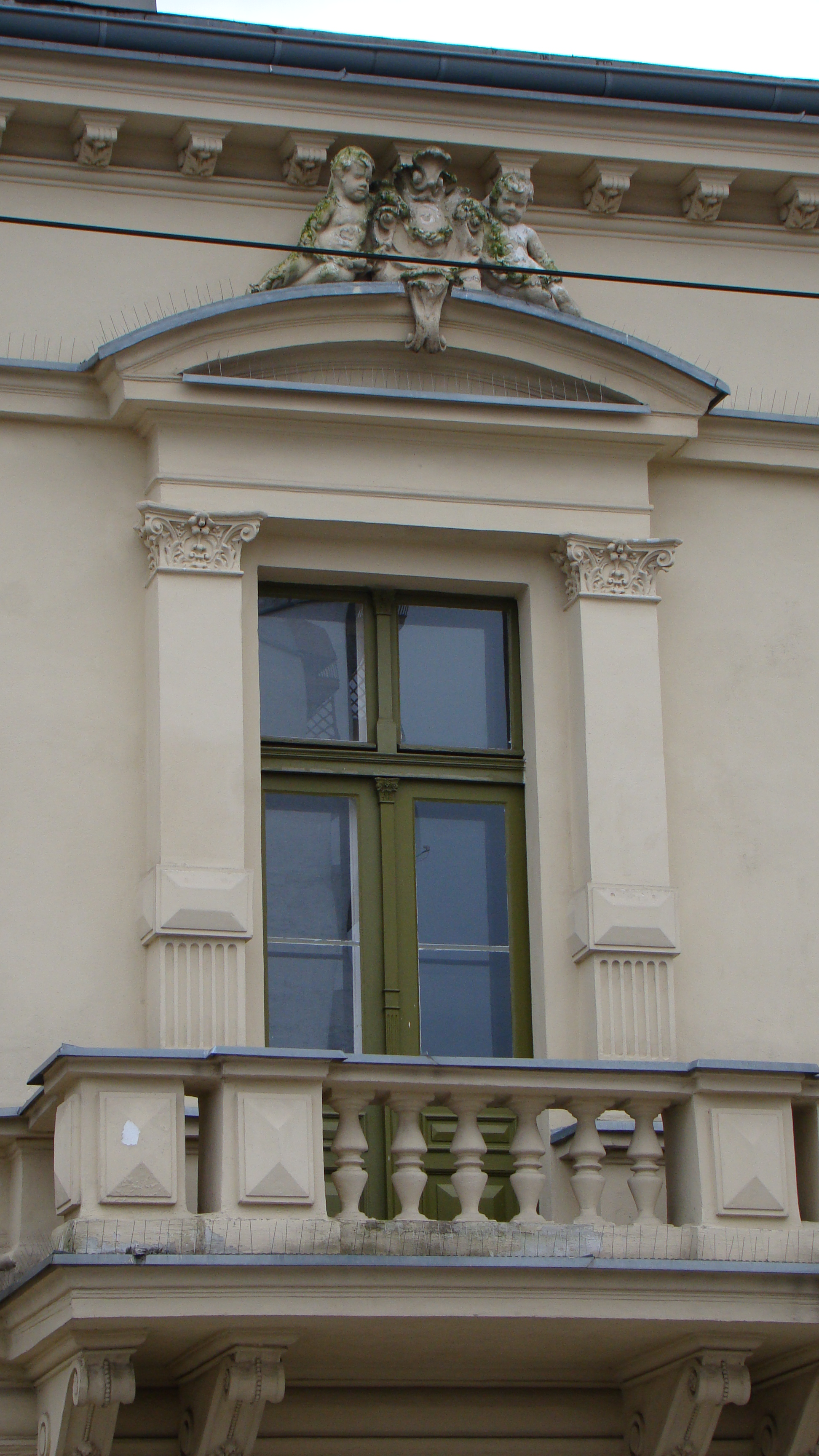
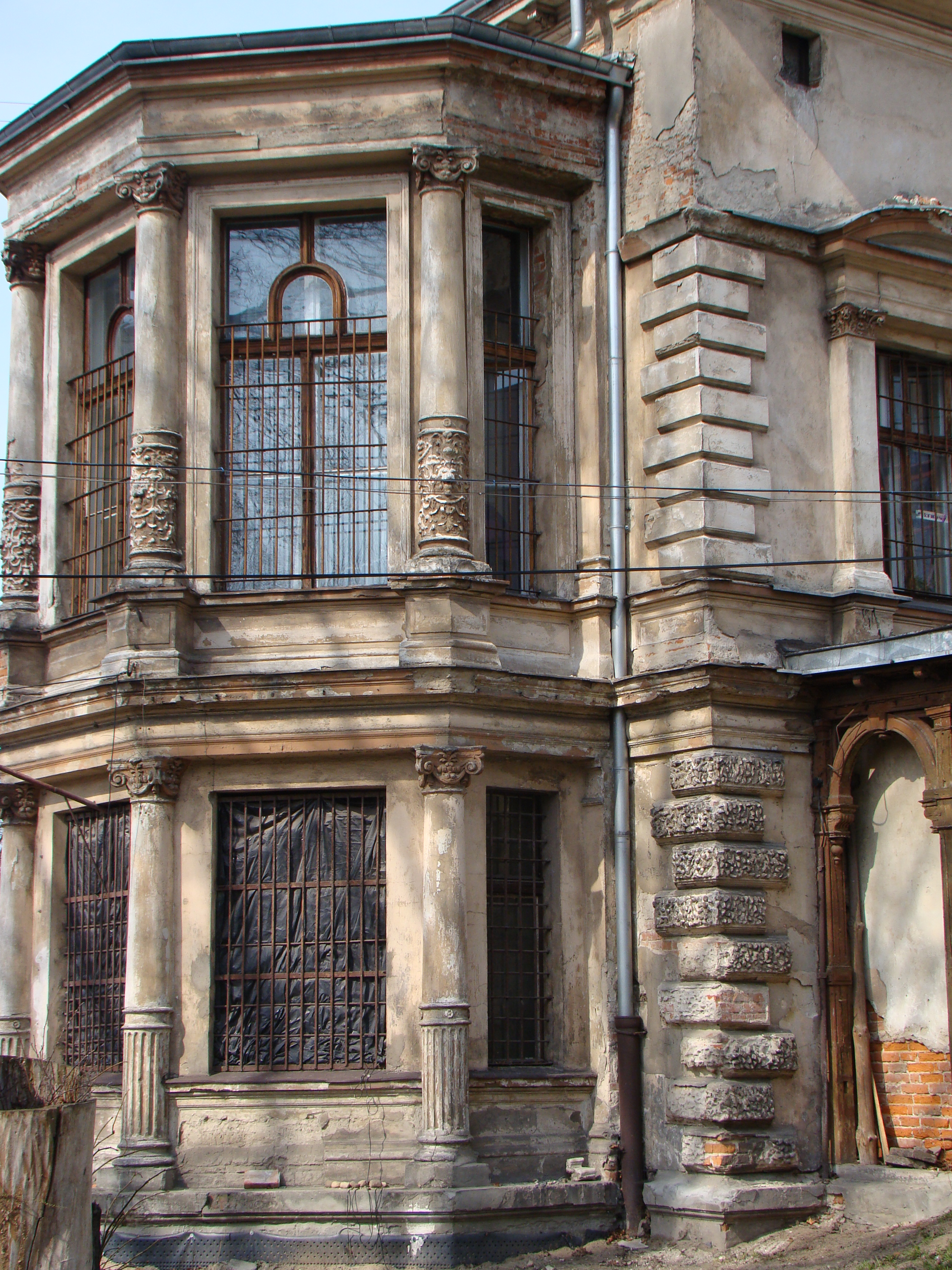
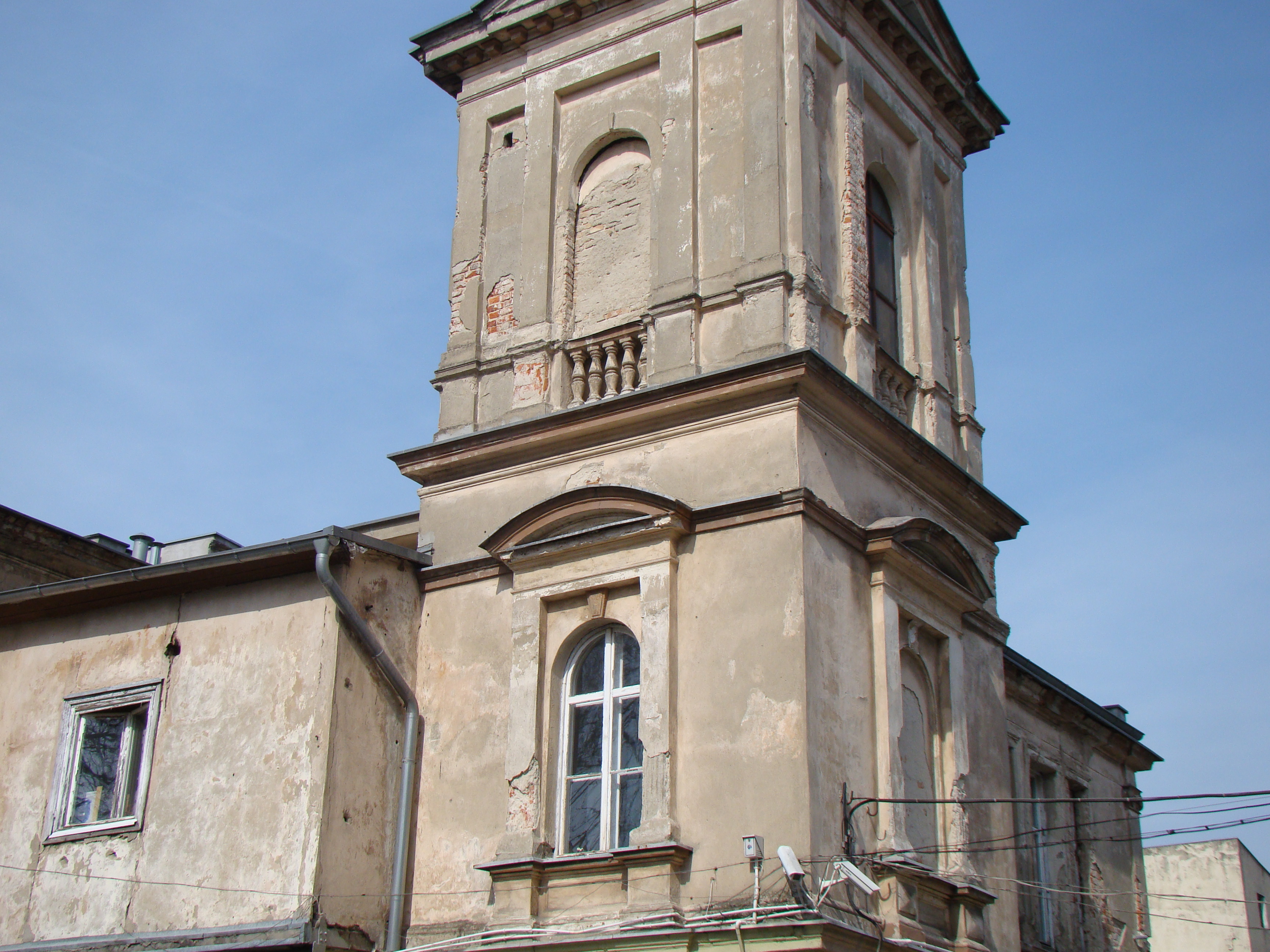
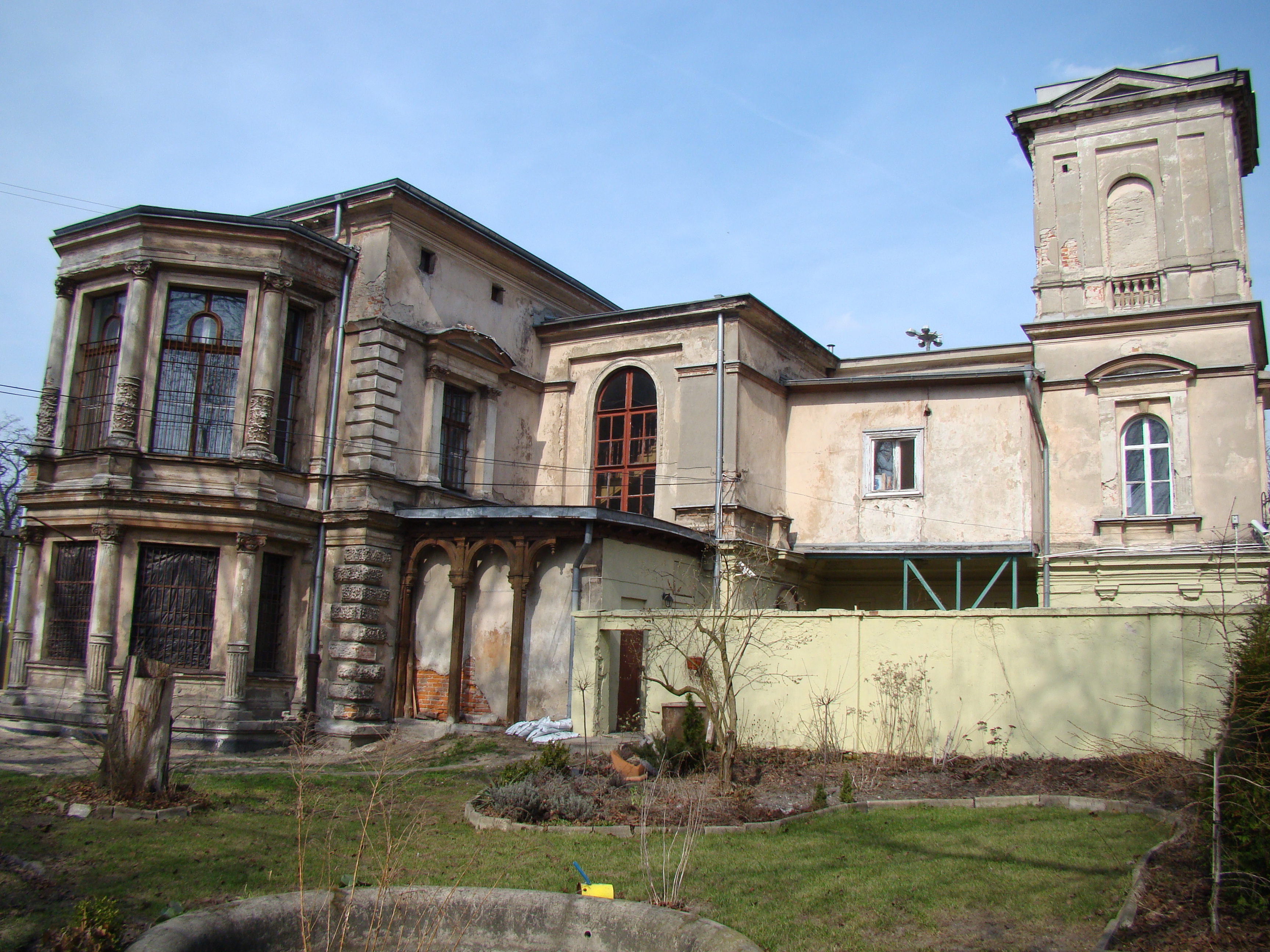
Widok z ogrodu willi sprzed 2016
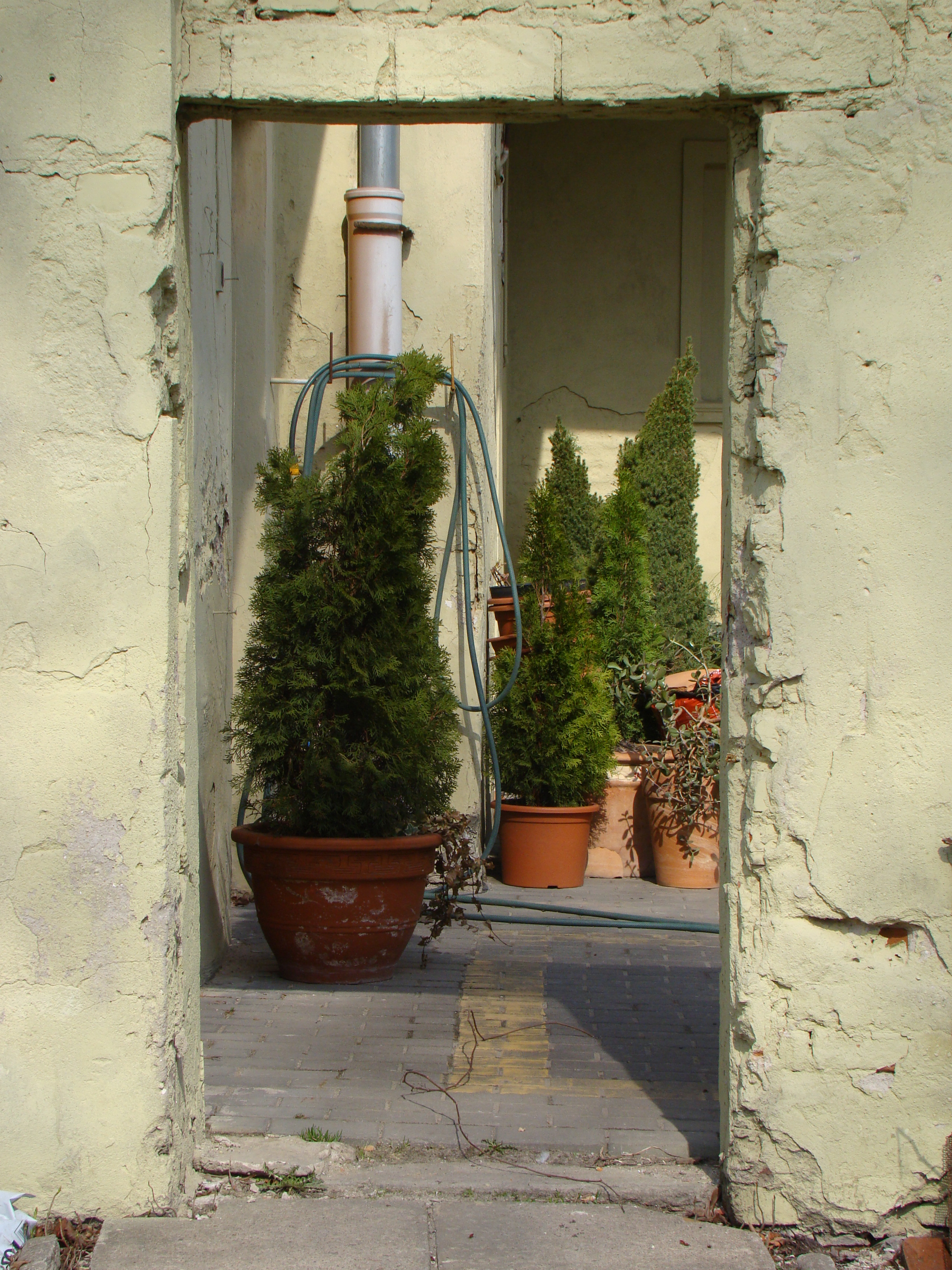
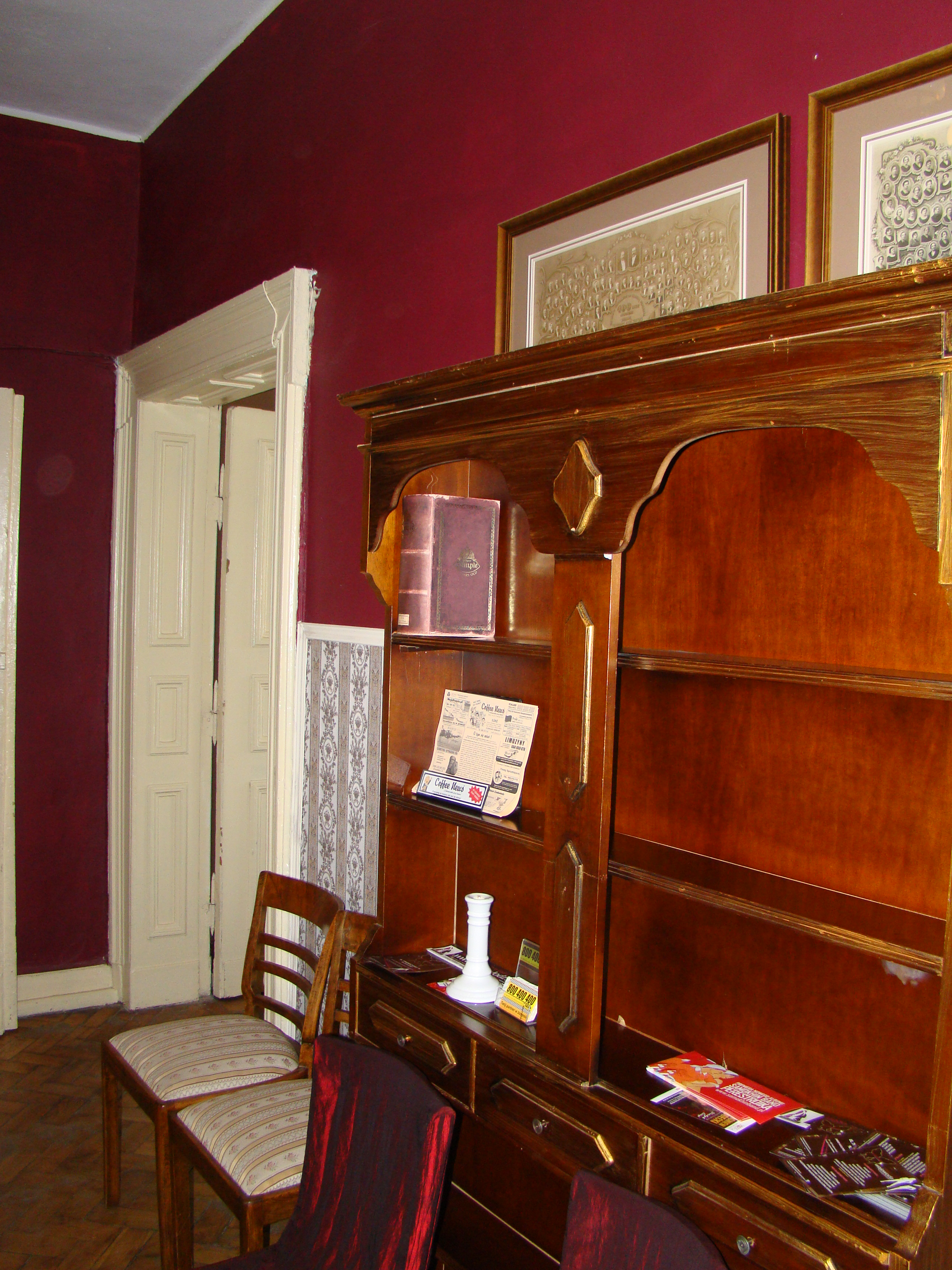